# Richard Harris

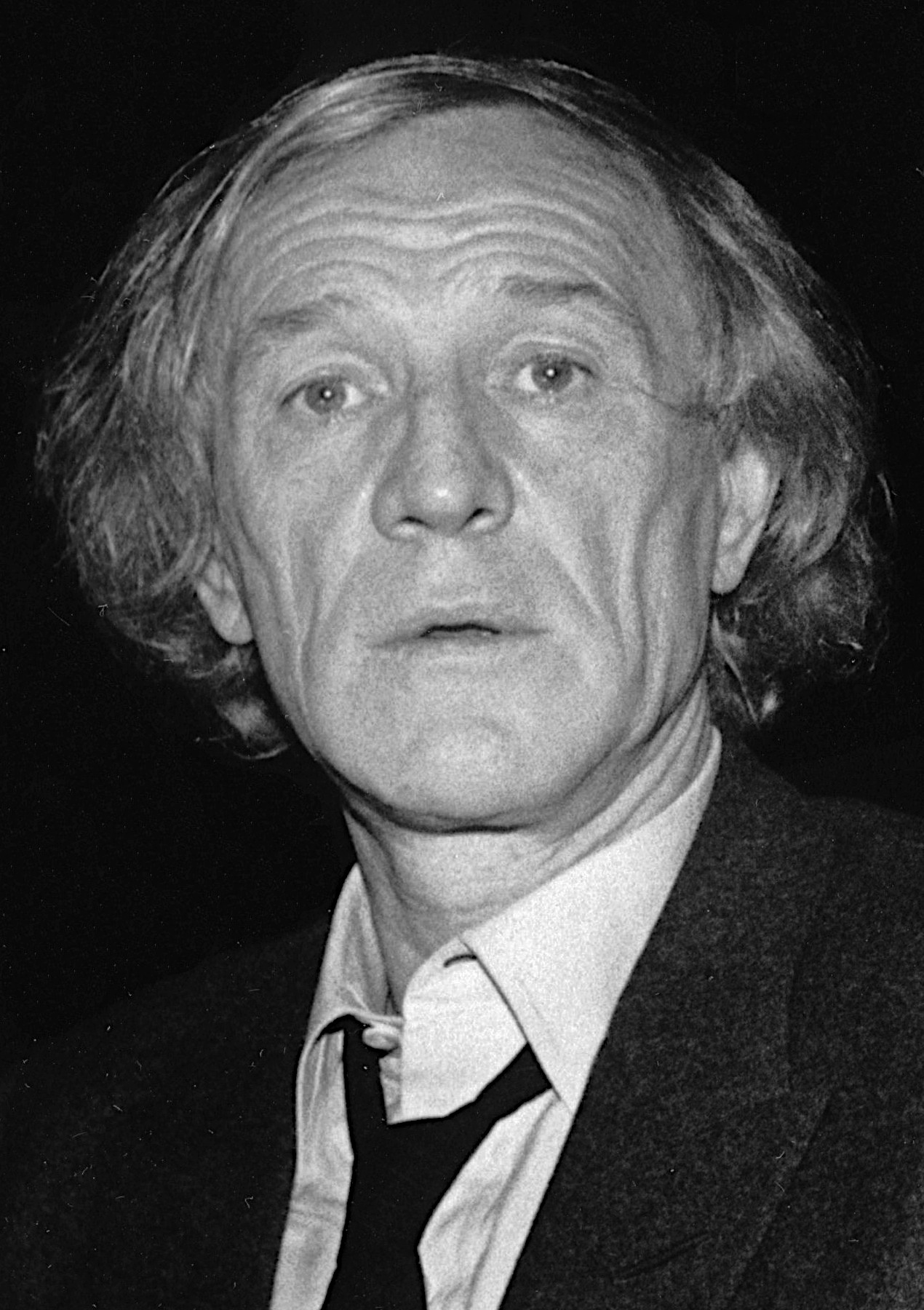
Richard Harris (1985)

Richard St John Harris (* 1. Oktober 1930 in Limerick; † 25. Oktober 2002 in London, Vereinigtes Königreich) war ein irischer Schauspieler und Sänger. Seit den 1960er Jahren wurde er durch seine Mitwirkung an Filmen wie Camelot – Am Hofe König Arthurs (1967), Cromwell – Krieg dem König (1970), Erbarmungslos (1992), Gladiator (2000) und den ersten beiden Harry-Potter-Verfilmungen (2001/2002) zu einem international bekannten Charakterdarsteller. Im Laufe seiner Karriere wurde er unter anderem mit dem Golden Globe Award, dem Grammy Award und dem Cannes-Preis als Bester Darsteller ausgezeichnet sowie für zwei Oscars nominiert.

## Leben und Werk
Richard Harris wurde 1930 im irischen Limerick als Sohn einer Bauernfamilie geboren und besuchte ein Jesuitencollege. Er galt als sportlich sehr begabt, strebte eine Karriere als Rugby-Spieler an, musste diesen Plan nach einer Tuberkulose-Erkrankung aber aufgeben. Nach dem Besuch der London Academy of Music and Dramatic Art war Harris seit den 1960er Jahren Mitglied der Royal Shakespeare Company in Stratford upon Avon.
Harris debütierte 1958 in The Iron Harp als Fernsehdarsteller und startete im Jahr darauf eine erfolgreiche Kinolaufbahn. 1959 spielte er bereits neben Gary Cooper in Die den Tod nicht fürchten, 1961 hatte er eine kleine Rolle in dem aufwendigen Kriegsfilm Die Kanonen von Navarone, wo er neben Gregory Peck auftrat. In Meuterei auf der Bounty (1962) agierte er neben Hauptdarsteller Marlon Brando als rebellischer Matrose. Seine Karriere erhielt einen entscheidenden Schub, als er 1963 für den Film Lockender Lorbeer für einen Oscar nominiert wurde. Für seine Leistung in diesem Film erhielt er den Darstellerpreis beim Filmfestival Cannes 1963.
In den 1960er und 1970er Jahren war der blonde, athletische Harris ein großer internationaler Star, der in zahlreichen Klassikern und Kinohits auftrat. Er spielte in künstlerisch anspruchsvollen Filmen wie Michelangelo Antonionis Die rote Wüste (1963), in Western wie Sierra Charriba (1964, neben Charlton Heston), unter der Regie von John Huston in dem Epos Die Bibel (1964) oder in Actionfilmen wie Kennwort „Schweres Wasser“ (1965, neben Kirk Douglas). 1967 war Harris Co-Moderator bei der 39. Oscar-Verleihung für den Preis bei den Dokumentarfilmen. Zwei Jahre später wurde der harte Spätwestern Ein Mann, den sie Pferd nannten zu einem der größten Erfolge für den Darsteller. Er verkörperte einen Europäer, der von Indianern gefangen genommen und nach grausamen Riten in den Stamm aufgenommen wird. Der Film zog die beiden Fortsetzungen Der Mann, den sie Pferd nannten – 2. Teil (1976) und Triumph des Mannes, den sie Pferd nannten (1982) nach sich.
In dem realitätsbezogenen Drama Verflucht bis zum jüngsten Tag spielte Harris 1970 an der Seite von Sean Connery einen Bergarbeiter. Connery war als gealterter Robin Hood auch sein Schauspielpartner in Robin und Marian (1976), in dem Harris die historische Figur des grausamen Kreuzzüglers Richard Löwenherz porträtierte. Eine weitere historische Rolle übernahm er als Titeldarsteller in Cromwell – Krieg dem König (1970). 1974 agierte er als Bombenentschärfungsspezialist in dem Thriller 18 Stunden bis zur Ewigkeit, 1976 war er in dem Katastrophenfilm Cassandra Crossing zu sehen. In dem Actionfilm Die Wildgänse kommen agierte er 1978 als Söldner an der Seite von Richard Burton und Roger Moore. In Orca – Der Killerwal  (1977) spielte er einen Fischer, der von einem riesigen Schwertwal herausgefordert wird.
Harris war auch als Sänger erfolgreich. 1968 nahm er mit A Tramp Shining seine erste Schallplatte auf. Die Single-Auskoppelung MacArthur Park wurde ein großer internationaler Hit und über eine Million Mal verkauft. Seine Aufnahme von MacArthur Park ist auch in dem 2024 veröffentlichten Film Beetlejuice Beetlejuice zu hören.
Dank seiner gesanglichen Talente hatte er auch einen Einsatz in der Kinoversion des Broadway-Stückes Camelot (1967), in der er neben Vanessa Redgrave als Guenevere und Italo-Western-Star Franco Nero als Lancelot den König Artus sang und spielte. Auf dem Soundtrack-Album sind alle drei mit ihren Originalstimmen zu hören.
1974 nahm er das Album The Prophet Kahlil [sic!] Gibran. A musical interpretation featuring Richard Harris auf Atlantic auf; dort las Harris ausgewählte Passagen aus Der Prophet von Khalil Gibran zu von Arif Mardin komponierter und arrangierter Musik. An der Aufnahmesession bei Atlantic nahmen u. a. Armen Halburian als Perkussionist und der Keyboarder Bob James teil; zu den Background-Sängern gehörte u. a. der junge Barry Manilow.

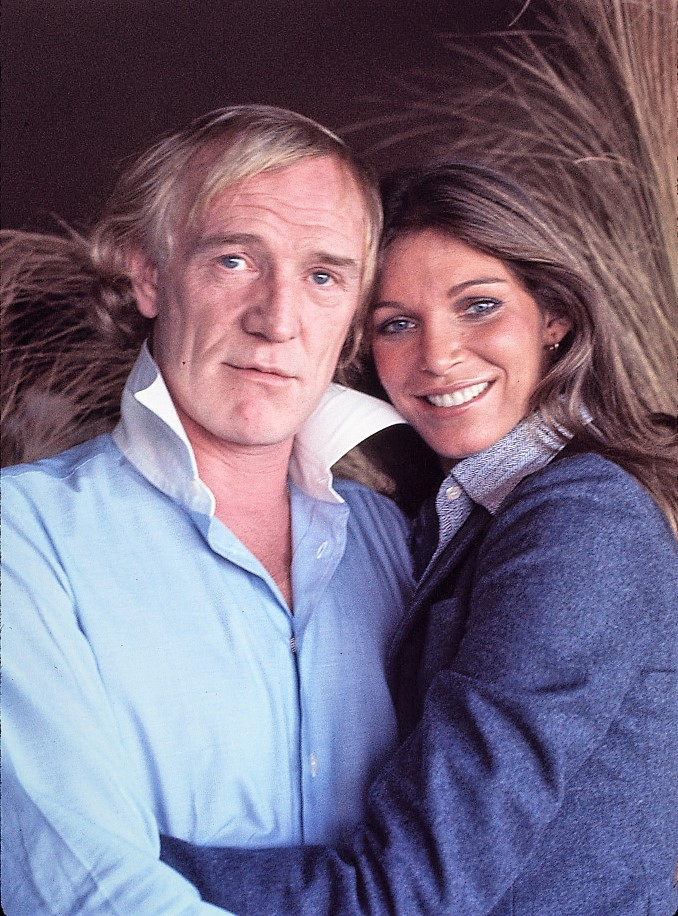
Richard Harris und Ehefrau Ann Turkel (1978)

In den 1980er Jahren war Harris als Filmschauspieler kaum präsent, wurde dann aber ab den 1990er Jahren als gereifter Charakterdarsteller häufig in prägnanten Nebenrollen eingesetzt (Die Stunde der Patrioten, 1992, Erbarmungslos, 1993, Fräulein Smillas Gespür für Schnee, 1997). Im Jahr 2000 agierte er in Ridley Scotts erfolgreichen Monumentalfilm Gladiator als Kaiser Marc Aurel, der von seinem eigenen Sohn ermordet wird.
2001 spielte Harris erstmals seine populärste Altersrolle, den weißbärtigen Professor Albus Dumbledore, den er in den beiden ersten Harry-Potter-Filmen (Harry Potter und der Stein der Weisen und Harry Potter und die Kammer des Schreckens) darstellte. Er übernahm diese Rolle laut eigener Aussage, weil seine elfjährige Enkelin gedroht habe, sonst nie wieder mit ihm zu sprechen.
Harris starb am 25. Oktober 2002, zwei Tage vor der US-Premiere von Harry Potter und die Kammer des Schreckens, im Alter von 72 Jahren an Morbus Hodgkin, einer Krebserkrankung des Lymphsystems. Er wollte trotz seiner Erkrankung auch im dritten Teil von Harry Potter die Rolle des Dumbledore spielen. Ab dem dritten Teil wurde Dumbledore von seinem irischen Landsmann Michael Gambon verkörpert. 
Harris’ Asche wurde bei seinem Haus auf den Bahamas verstreut.

## Ehen und Familie
Richard Harris war von 1957 bis 1969 mit Elizabeth Rees-Williams verheiratet. Sie haben drei Söhne, den Regisseur und Drehbuchautor Damian Harris (* 1958) und die Schauspieler Jared Harris (* 1961) und Jamie Harris (* 1963). Von 1974 bis 1982 war Harris mit der US-amerikanischen Schauspielerin Ann Turkel verheiratet. Er galt jahrzehntelang als Alkoholiker, gab das Trinken aber in den frühen 1980er Jahren auf.

## Deutsche Synchronsprecher
Mehrere bekannte Synchronsprecher liehen Richard Harris ihre Stimme, darunter
- Michael Chevalier (in Die Wildgänse kommen, Die Stunde der Patrioten und Monte Cristo)
- Klaus Kindler (in 18 Stunden bis zur Ewigkeit) und
- Klaus Höhne, der die Synchronrolle von „Prof. Albus Dumbledore“ in den Harry-Potter-Filmen übernahm.

Weitere Synchronsprecher von Harris waren Gert Günther Hoffmann, Reinhard Glemnitz, Claus Biederstaedt und Werner Ehrlicher.

## Filmografie
- 1959: Munter und lebendig (Alive and Kicking)
- 1959: Ein Händedruck des Teufels (Shake Hands with the Devil)
- 1959: Die den Tod nicht fürchten (The Wreck of the Mary Deare)
- 1960: Aufstand im Morgengrauen (A Terrible Beauty)
- 1960: Sieben gegen die Hölle (The Long and the Short and the Tall)
- 1961: Die Kanonen von Navarone (The Guns of Navarone)
- 1962: Meuterei auf der Bounty (Mutiny on the Bounty)
- 1963: Lockender Lorbeer (This Sporting Life)
- 1964: Die rote Wüste (Il deserto rosso)
- 1964: Carol for Another Christmas
- 1964: Die drei Gesichter einer Frau (I tre volti)
- 1965: Sierra Charriba (Major Dundee)
- 1965: Kennwort „Schweres Wasser“ (The Heroes of Telemark)
- 1966: Die Bibel (The Bible: In the Beginning…)
- 1966: Hawaii
- 1967: Caprice
- 1967: The Circle
- 1967: Camelot – Am Hofe König Arthurs (Camelot)
- 1970: Ein Mann, den sie Pferd nannten (A Man Called Horse)
- 1970: Cromwell – Krieg dem König (Cromwell)
- 1970: Verflucht bis zum jüngsten Tag (The Molly Maguires)
- 1971: The Snow Goose (Fernsehfilm)
- 1971: Ein Mann in der Wildnis (Man in the Wilderness)
- 1971: Bloomfield
- 1973: Bis zum letzten Atemzug (The Deadly Trackers)
- 1974: König Ballermann (99 and 44/100% Dead)
- 1974: 18 Stunden bis zur Ewigkeit (Juggernaut)
- 1976: Echos eines Sommers (Echoes of a Summer)
- 1976: Robin und Marian (Robin and Marian)
- 1976: Der Mann, den sie Pferd nannten – 2. Teil (The Return of a Man named Horse)
- 1977: Treffpunkt Todesbrücke (The Cassandra Crossing)
- 1977: Gullivers Reisen (Gulliver's Travels), Titelrolle
- 1977: Die Wildgänse kommen (The Wild Geese)
- 1977: Orca – Der Killerwal (Orca)
- 1977: Rendezvous mit dem Tod (Golden Rendezvous)
- 1978: Zum Überleben verdammt (Ravagers)
- 1979: Fort Travis – Ein Mann geht seinen Weg (The Last Word)
- 1979: Spiel der Geier (A Game for Vultures)
- 1981: Tarzan – Herr des Urwalds (Tarzan, the Ape Man)
- 1981: Lust auf Sex (Your Ticket Is No Longer Valid)
- 1982: Am Highpoint flippt die Meute aus (Highpoint)
- 1983: Triumph des Mannes, den sie Pferd nannten (Triumphs of a Man Called Horse)
- 1984: Flucht zurück (Martin's Day)
- 1988: Maigret
- 1988: Heroin Force (Trappola diabolica)
- 1989: König der Winde (King of the Wind)
- 1990: Das Feld (The Field)
- 1990: Mack the Knife
- 1990: Franky and the Goblin Band
- 1992: Die Stunde der Patrioten (Patriot Games)
- 1992: Erbarmungslos (Unforgiven)
- 1993: Die Bibel – Abraham (The Bible: Abraham)
- 1993: Walter & Frank – Ein schräges Paar (Wrestling Ernest Hemingway)
- 1993: Schweigende Zunge (Silent Tongue)
- 1993: Wie kommt man schnell ans große Geld (Savage Hearts)
- 1996: Cry, The Beloved Country
- 1995: The Great Kandinsky
- 1996: Trojan Eddie
- 1997: Der Glöckner von Notre Dame (The Hunchback)
- 1997: Fräulein Smillas Gespür für Schnee (Smilla's Sense of Snow)
- 1997: This Is the Sea
- 1999: Abenteuer im Land der Grizzlys (Grizzly Falls)
- 1999: Der Barbier von Sibirien (Sibirskiy tsiryulnik)
- 1999: To walk with Lions – Jagd in Afrika (To Walk with Lions)
- 2000: The Royal Way
- 2000: Gladiator
- 2001: My Kingdom
- 2001: Harry Potter und der Stein der Weisen (Harry Potter and the Philosopher's Stone)
- 2002: Julius Caesar
- 2002: Harry Potter und die Kammer des Schreckens (Harry Potter and the Chamber of Secrets)
- 2002: Monte Cristo (The Count of Monte Cristo)
- 2002: Die Bibel – Apokalypse (San Giovanni – L'apocalisse)
- 2003: Kaena – Die Prophezeiung (Kaena: The Prophecy)

## Auszeichnungen

### Auszeichnungen im Wettbewerb
- 1963: Internationale Filmfestspiele von Cannes 1963, Goldene Palme, bester Darsteller in Lockender Lorbeer (1963)
- 1964: Oscar-Nominierung, bester Hauptdarsteller in Lockender Lorbeer
- 1964: British-Film-Academy-Award-Nominierung, bester britischer Schauspieler in Lockender Lorbeer
- 1968: Golden Globe für Camelot – Am Hofe König Arthurs
- 1969: Grammy in der Kategorie „Bestes Arrangement mit Gesangsbegleitung“ für MacArthur Park
- 1971: Nominierung für den Goldenen Bären für Bloomfield
- 1971: „Bronze Wrangler“ des Western Heritage Awards für Ein Mann, den sie Pferd nannten
- 1971: Preis des Internationalen Filmfestivals Moskau für Cromwell – Krieg dem König
- 1982: Goldene-Himbeere-Nominierung, schlechtester Schauspieler in Tarzan – Herr des Urwalds
- 1991: Oscar-Nominierung, bester Hauptdarsteller in Das Feld
- 1991: Golden-Globe-Nominierung, bester Hauptdarsteller (Drama) in Das Feld
- 1993: „Bronze Wrangler“ des Western Heritage Awards für Erbarmungslos
- 2001: Dilys Powell Award der London Critics Circle Film Awards
- 2002: British Independent Film Award (posthum) für My Kingdom

### Auszeichnungen für das Lebenswerk
- 2000 Wine Country Film Festival
- 2000 Europäischer Filmpreis
- 2001 Empire Awards

Im Jahr 2020 wählte die The Irish Times ihn auf Platz 3 ihrer Liste der größten irischen Filmschauspieler. Vor ihm wurden nur Maureen O’Hara und Daniel Day-Lewis platziert.

### Richard Harris Award
Im Jahr 2002 stifteten die British Independent Film Awards (BIFA) im Gedenken an sein Lebenswerk den Richard Harris Award für herausragende Beiträge eines Schauspielers (Outstanding Contribution by an Actor). Der Preis wird seit 2003 jeweils im Rahmen der Preisverleihung der BIFA vergeben. Bisherige Preisträger sind John Hurt (2003), Bob Hoskins (2004), Tilda Swinton (2005), Jim Broadbent (2006), Ray Winstone (2007), David Thewlis (2008), Daniel Day-Lewis (2009), Helena Bonham Carter (2010), Ralph Fiennes (2011), Michael Gambon (2012), Julie Walters (2013), Emma Thompson (2014), Chiwetel Ejiofor (2015), Alison Steadman (2016), Vanessa Redgrave (2017), Judi Dench (2018), Kristin Scott Thomas (2019), Glenda Jackson (2020), Riz Ahmed (2021), Samantha Morton (2022) und Stephen Graham (2023).